# Горець 2
«Горець 2: Оновлення» (англ. Highlander II: The Quickening) — американський фантастичний бойовик, продовження фільму «Горець» 1986 року.

## Сюжет
Коннор Маклауд, лишившись останнім безсмертним на світі, здобув величезні знання, але почав старіти. З часом озоновий шар Землі тоншає через забруднення атмосфери. Маклуд розробляє електромагнітний щит, який захищає планету від сонячної радіації, тримаючи її в сутінках. Проте корпорація «Щит» присвоює винахід собі. Минають роки, Коннор і його однодумці вірять, що озоновий шар відновився, а корпорація обманює людство, вимагаючи кошти на підтримання щита. В 2024 році Коннор, дивлячись виставу, згадує історію своєї появи на Землі. Безсмертні — це жителі планети Зейст, де Маклауд і Рамірес були повстанцями проти тиранії генерала Катани. Перед вирішальним боєм Рамірес поєднав свою силу з силою Маклауда, щоб прийти, коли буде промовлено його ім'я. Повстання провалилося і Рада планети засудила вцілілих учасників до вигнання. Вони були приречені боротися одні з одним і останній вцілілий отримає право на помилування.
Тим часом в центр керування щитом пробирається група екологів з організації «Кобальт». З даних на комп'ютері вони переконуються, що озоновий шар відновився. Їх викривають, під час переслідування кілька екологів гине. Вціліла дівчина-еколог Луїза Маркос вирішує знайти Коннора Маклауда і попросити про допомогу. Той відмовляє, але переховує її від поліції.
Тоді ж Катана дізнається, що Маклауд ще живий і, боячись його помсти, посилає на Землю ще двох безсмертних. Маклауду щастить скинути одного прибульця під потяг, де тому відсікає голову. Сила загиблого переходить Коннору, повертаючи молодість і силу. Другого прибульця Маклауд обезголовлює, поставивши на його шляху дріт. Його життєву силу Маклауд витрачає на те, щоб покликати Раміреса і той воскресає на місці своєї загибелі, опинившись на сцені театру. Рамірес не розуміє що відбувається, а глядачі сприймають його появу за частину вистави. Воскреслий виходить на вулиці, намагаючись зрозуміти наскільки змінився світ. Коннор повертається за Луїзою та погоджується їй допомогти.
Рамірес обмінює свою коштовну сережку на пошив сучасного костюма. Власник майстерні на додачу замовляє йому лімузин і доставляє в аеропорт. Дізнавшись про невдачу посланих вбивць, Катана особисто телепортується на Землю та опиняється в метро. Лиходій захоплює потяг і веде його на поверхню, відчуваючи Маклауда. Тим часом Маклауд відвідує вченого Алана Неймана і згадує день запуску щита. Він переконується, що озоновий шар відновився, але Блейк не вірить у це і доручає Маклауду особисто піднятися над щитом. Глава корпорації зустрічає їх і підозрює, що ті знають правду.
Коннор відвідує могилу своєї дружини Бренди, що померла до запуску щита. Там його наздоганяє Катана, проте не вбиває, адже вони перебувають на святій землі. Катана приходить на засідання корпорації, щоб убити Маклауда його руками.
Незабаром Рамірес знаходить Маклауда та дізнається, що той створив щит і шукає місце, де над ним можна піднятись. Спочатку герої проникають у в'язницю, давши себе розстріляти і потрапивши до моргу. Вони знаходять закатованого вченого, що повідомляє їм координату шуканого місця. Незабаром вони з Луїзою потрапляють у пастку, де Рамірес віддає свою силу, щоб зупинити механізм. Маклауд з Луїзою викрадають авто та їдуть в гори, де по тунелю виходять за щит. Там Луїза вперше в житті бачить ясне небо.
Катана викидає главу корпорації з вікна та сам іде на пошуки Маклауда. Біля променя, що живить щит, Коннор перемагає Катану та вбирає його силу. Він входить у промінь, що знищує щит. Над Землею вперше за чверть століття стає видно сонце і зорі.

## У ролях
| Актор             | Роль                            |
| ----------------- | ------------------------------- |
| Кристофер Ламберт | Коннор Маклауд                  |
| Шон Коннері       | Хуан Санчес Вілла-Лобос Рамірес |
| Вірджинія Медсен  | Луїза Маркус                    |
| Майкл Айронсайд   | генерал Катана                  |
| Аллан Річ         | Аллан Нейман                    |
| Джон Макгінлі     | Девід Блейк                     |
| Філліп Брок       | таксист                         |
| Расті Швіммер     | п'яний                          |
| Ед Трукко         | Джиммі                          |
| Стівен Грайвз     | Гамлет                          |
| Джиммі Мюррей     | Гораціо                         |
| Піт Антіко        | Корда                           |
| Пітер Букоссі     | Рено                            |
| Пітер Бромілов    | Джо                             |
| Джефф Олтмен      | лікар                           |
| Діана Россі       | Вірджинія                       |
| Рендолл Ньюсом    | охоронець Макс                  |
| Карін Декслер     | Бренда                          |
| Макс Берлінер     | Чарлі                           |
| Едуардо Сапак     | Голт                            |
| Мішель Пейронель  | дитина 1                        |
| Себастьян Морган  | дитина 2                        |
| Бруно Курічеллі   | верховний суддя Зейсту          |

| Актор                   | Роль                     |
| ----------------------- | ------------------------ |
| Даніель Трово           | суддя 2                  |
| Діего Леске             | суддя 3                  |
| Хуліо Брешнев           | голос                    |
| Джонатан Слетор         | наглядач                 |
| Теодор МакНабні         | репортер 1               |
| Патріція Де Бьяджи      | репортер 2               |
| Андре Гір               | репортер 3               |
| Джордже Очоа            | помічник режисера        |
| Хорхе Варас             | наглядач                 |
| Алан МакКормік          | підліток                 |
| Мігель Фернандез Алонсо | Рой                      |
| Родерік Камерон         | технік служби безпеки    |
| Нора Зінскі             | бортпровідник            |
| Есекіель Ескеназі Сторі | Макс лідер               |
| Жак Арндт               | вчений 1                 |
| Ніколас Дін             | вчений 2                 |
| Гелен Бак               | азіатських технік        |
| Андрес Герінджер        | російський технік        |
| Метт Джонстон           | учасник «Кобальта»       |
| Гектор Маламуд          | шеф-кухар                |
| Педро Лоб               | помічник генерала Катани |
| Амеріко Галло           | гробар                   |
| Дена Суейн              | представник безпеки      |
| Ніколас Фрей            | яппі 1                   |

## Цікаві факти
- Під час зйомок фільму на екрани вийшла комедійна картина Роберта Земекіса «Назад у майбутнє 2» (1990). В одній зі сцен персонаж пересувається по повітрю на літаючому скейтборді; ідея настільки сподобалася продюсерам Горця, що вони тут же придумали для найманців схожі літаючі дошки.
- Виробництво фільму було закінчено в той же день, в який чотири роки тому були закінчені зйомки першої стрічки.
- Крістофер Ламберт і Майкл Айронсайд самі виконали більшість своїх трюків. Нагородою першому став зламаний палець, другому — зміщена щелепа від необережного удару.
- Расселлу Малкехі, який був змушений йти на компроміси з продюсерами, несподобався фінальний варіант фільму, на прем'єрі фільму він залишив залу через 15 хвилин після початку показу.
- Крістофера Ламберта втримали в проекті тільки контрактні зобов'язання. Йому настільки не сподобався переписаний сценарій, що він був би щасливий відмовитися від ролі. Тим не менше, йому вдалося наполягти на обов'язковій присутності у фільмі Шона Коннері.
- Малкехі вимагав замінити його ім'я в титрах на стандартний псевдонім Алан Сміті. Однак за контрактом він не мав ніякого права ставити палиці в колеса проекту; продюсери пригрозили йому судовим позовом.
- У документальній стрічці про створення картини розповідається про те, що під час зйомок в Аргентині почалася сильна інфляція, тому страхова компанія, яка мала намір отримати з цього проекту максимальну вигоду, сама стала здійснювати творчий контроль над виробництвом стрічки.
- Шон Коннері заробив за 9 днів зйомок 3,5 млн доларів — майже стільки ж, скільки за головну роль у «Полюванні за „Червоним жовтнем“» (1990).
- В епізодах, що не увійшли в картину, пояснюється, що Курган є жителем зловісної планети Зайст і що генерал Катана найняв його для того, щоб убити Маклауда. В одному з таких епізодів Катана спостерігає на великому екрані за останньою сутичкою Маклауда з Курганом і після невдачі останнього посилає за головою Маклауда двох найманих убивць.